# Pitcairnia flammea
Pitcairnia flammea là một loài thực vật có hoa trong họ Bromeliaceae. Loài này được Lindl. miêu tả khoa học đầu tiên năm 1827.

## Hình ảnh

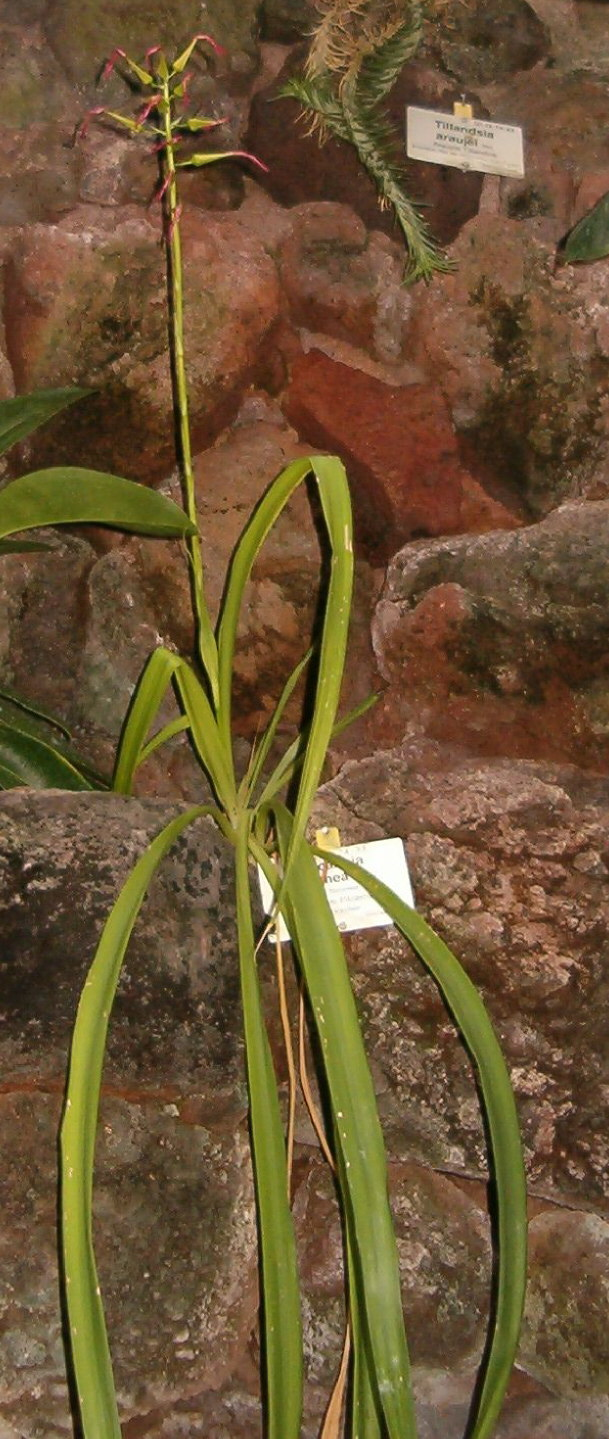